# Leptonema occidentale
Leptonema occidentale är en nattsländeart som beskrevs av Georg Ulmer 1907. Leptonema occidentale ingår i släktet Leptonema och familjen ryssjenattsländor. Inga underarter finns listade i Catalogue of Life.